# 塔吉克斯坦鐵路運輸

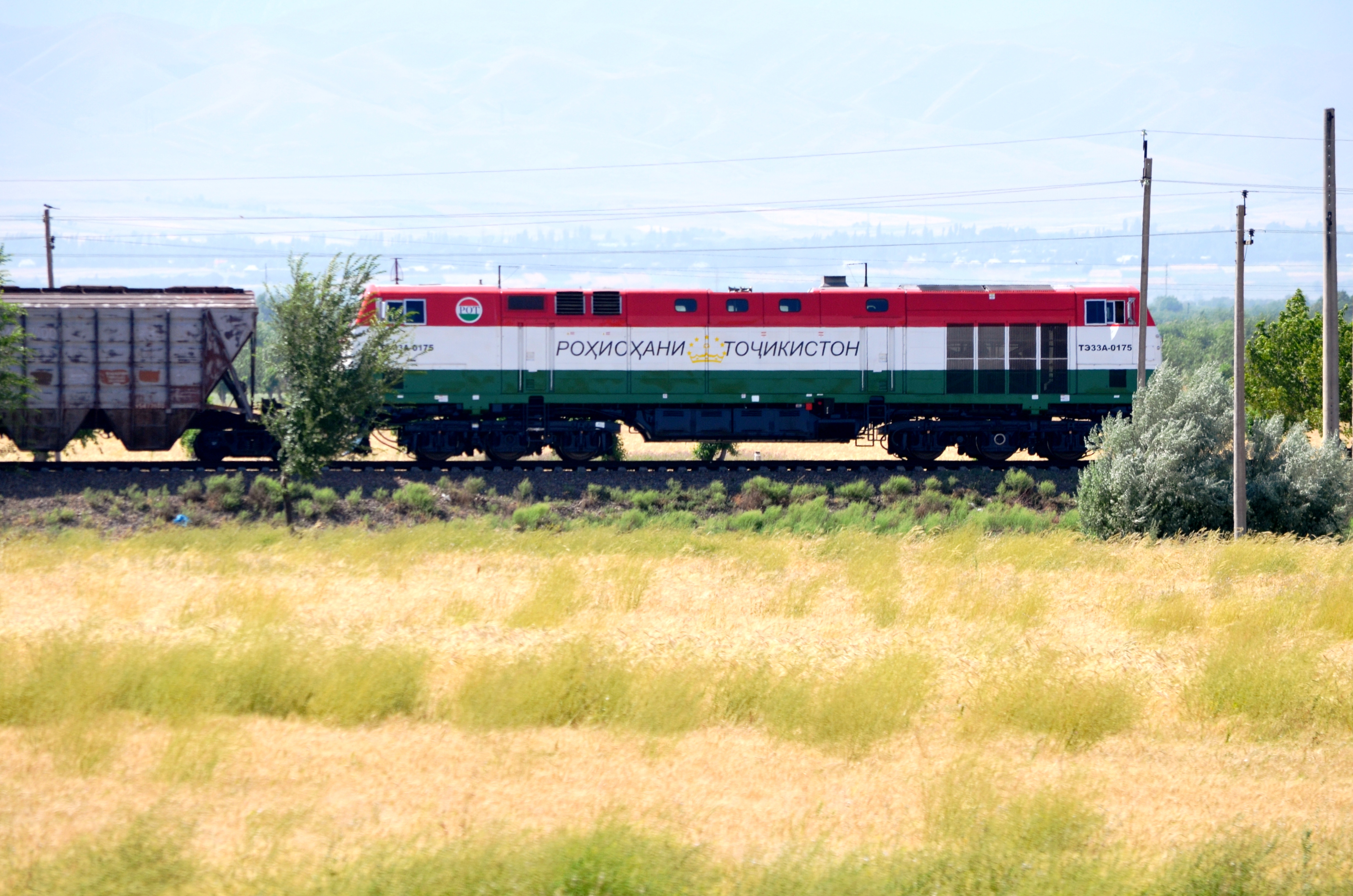
塔吉克斯坦铁路交通上一辆TE33A号号蒸汽列车

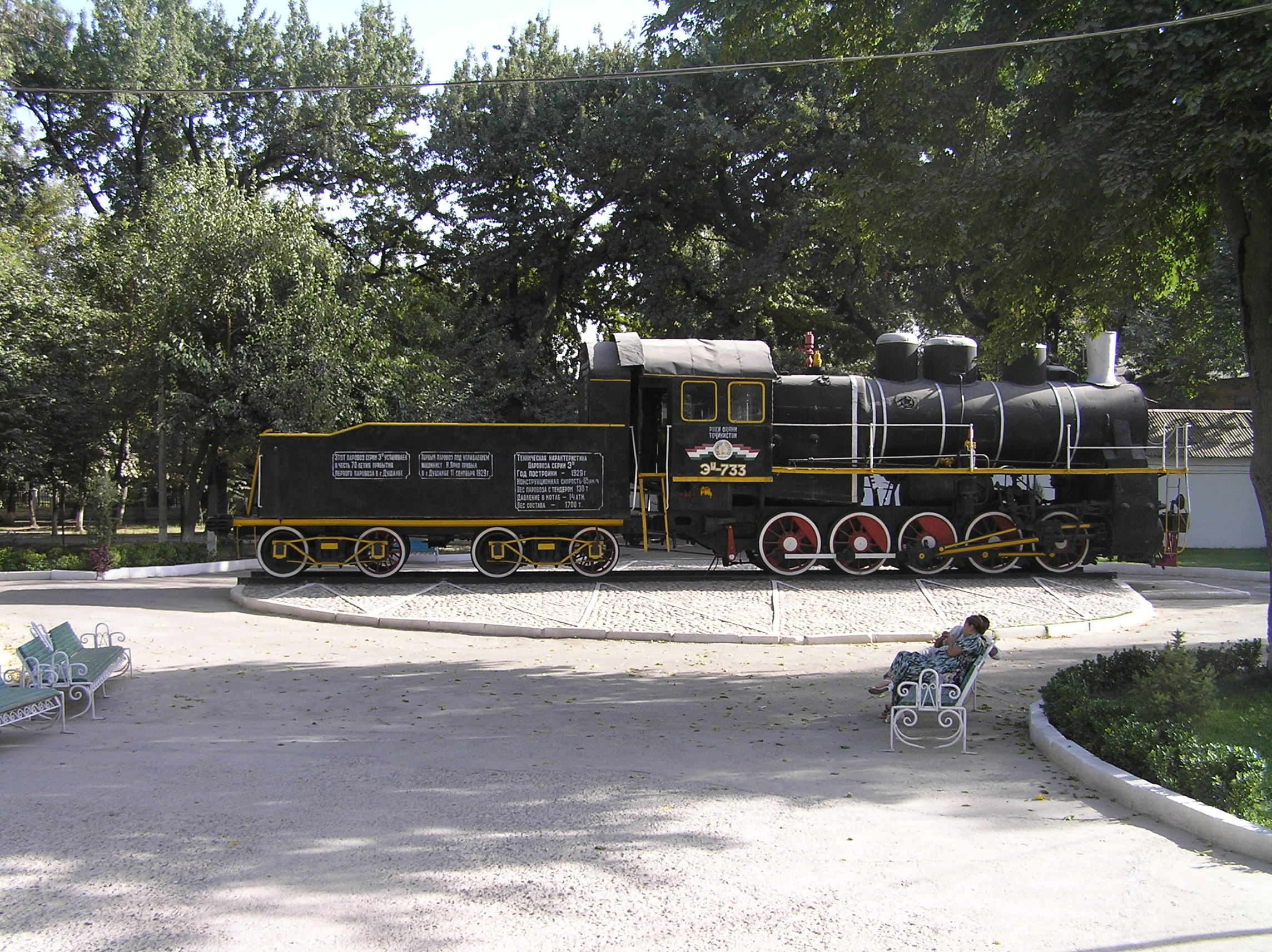
塔吉克斯坦首都杜尚别，一辆Eu733号华氏式别0-10-0在主铁路干线附近的公园。

塔吉克斯坦的铁路运输系统并不发达，仅拥有680公里非电气化单轨铁路，铁路軌距為1520毫米。 塔吉克斯坦的铁路运输系统将本国西部主要中心城市与邻国乌兹别克斯坦的轨道交通连接。1999年，一条新线路接通了两个南部城市古尔冈特帕和库洛布。2016年，随着另一条线路的开通，古尔冈特帕和库洛布这两个城市与首都杜尚别自此连通，同时新线路也连接了本国南部和中部的铁路系统。然而，靠近苦盏的北部铁路运输干线仍未与塔吉克斯坦主要铁路系统连接；当地乘客通常只能搭乘乌兹别克斯坦的长途铁路运输从北部铁路系统中转至主要铁路系统。截至2017年，北部铁路运输干线的客运服务仅限于从杜尚别和苦盏到莫斯科的不频发国际列车、杜尚别到苦盏（途径乌兹别克斯坦）的周次列车、从杜尚别到帕赫塔奥博德的每日班车以及库洛布到沙尔图兹每周两次的当地列车。

## 困境
过境塔吉克斯坦中转列车的旅客可能会因相关安全问题被拦下盘问或是被征收通行税。

## 铁路现代化
2011年，巴基斯坦、塔吉克斯坦和阿富汗国家各国元首签署了《阿什哈巴德协议》，其中包括计划使塔吉克斯坦的部分铁路系统实现现代化，从而扩大中亚国家之间的经济贸易。